# Эстетическое бессознательное
Эстетическое бессознательное (фран. L’inconscient esthétique, 2001) — работа французского философа  Жака Рансьера, написанная по результатам двух лекций, прочитанных в Брюсселе по приглашению Дидье Кронфу в январе 2000 года, в рамках Школы психоанализа.
Рансьер в этой работе ставит перед собой задачу показать, почему в психоаналитических работах важное место занимают интерпретации художественных текстов. Он обнаруживает в произведениях искусства (в первую очередь XIX века) бессознательное, отличное от фрейдовского, — эстетическое. Рансьер показывает связь между двумя типами бессознательного, выявляя внутреннее напряжение между ними.
Рансьер не противопоставляет фрейдовскому бессознательному другое эстетическое бессознательное, о чем автор заявляет в самом начале. Задача Рансьера показать благодаря чему психоанализ, изобретенный Фрейдом стал возможен. Эта возможность обеспечивается эстетической революцией, начавшейся еще в 18 веке и приведшей к новому режиму художественной мысли — эстетическому режиму.

## Режимы художественной мысли
Рансьер смотрит на художественную историю, как на последовательную смену режимов искусства, которые в свою очередь связаны с определенным типом  мышления. Режим искусства одно из ключевых понятий эстетики Рансьера. Исторически существовало три режима: этический, изобразительный и эстетический.
Этический режим основывается на идеях Платона. Он представляет собой режим «действенной речи», такая речь оказывает воздействие на слушателя и побуждает к действию. Такой речью обладает платоновский образ Сократа, присутствующий в каждом его диалоге.
Изобразительный (миметический, поэтический) режим существовал со времен  «Поэтики» Аристотеля вплоть до классицизма, который вновь во главу угла поставил драматические законы, сформулированные  античным философом. Поэтический режим — театральный режим, в котором на смену действенной речи наставника пришла действенная речь трагического героя и оратора. Режим  рационализирует трагическое действие, оно должно быть гармоничным и логичным. Поэма должна соответствовать классическому канону, предполагающему изображение законченного действия, «стремящегося к своему разрешению через столкновение персонажей, преследующих противоречащие друг другу цели и проявляющих в своей речи желания и чувства согласно целой системе условностей».
В эпоху доминирования классических канонов драмы психоанализ невозможен, как невозможен и софокловский  Эдип. Рансьер показывает на примере Корнеля и Вольтера, которые пытались переложить сюжет  Софокла, изъяны дословного переложения сюжета, которые были существенны для эпохи классицизма. « Царь Эдип» — произведение, которое во многом благодаря психоанализу стало наиболее известной и интерпретируемой греческой драмой в XX веке, в классическую эпоху обладала «ущербным сюжетом». В Эдипе по критериям классицизма нет ни удачного развития интриги и разоблачения тайны, зрителю показывается слишком много. Поэтический строй предполагает определенные отношения между говоримым знанием и действием, которые отвергаются Эдипом Софокла.
Именно этот, отверженный классической эпохой, античный Эдип стал основой психоанализа. Этот Эдип встраивается в эстетический режим, который как и сюжет Софокла устанавливает тождественность противоположностей — знания и незнания, логоса (λόγος — «слово», «мысль») и  пафоса (πάθος — страдание, страсть). В эстетическом режиме снимаются все иерархии, он антимиметичен.
Эстетический режим, как считает Рансьер, подготовил почву для появления фрейдовского бессознательного. Это возможно только в результате эстетической революции, которая переведет искусство из области поэтики в область эстетики. В эстетической конфигурации художественной мысли меняется статус фрейдовских интерпретаций и выбранных им объектов.
Новый режим противопоставляет действенной речи предыдущих режимов немую речь, то есть речь письменную. Поэтому именно в XIX веке появляется огромное количество больших романов, а на первое место выдвигается литература. которая сама по себе двойственна:

У Платона, как известно, письмо — не просто материальность записанного на материальной подложке знака, а специфический статус речи. Оно для него — немой логос, речь, которая не может ни сказать по-другому то, что она говорит, ни перестать говорить: ни отдать отчет в том, что она изрекает, ни очертить круг тех, к кому ей подобает или не подобает адресоваться.— Ж. Рансьер

## Эстетическое бессознательное и бессознательное психоаналитическое
Эстетическое бессознательное — это бессознательная мысль, которая присутствует в произведениях искусства эстетического режима.
Для  Рансьера искусство и литература — это та область, в которой наиболее явственно проявляется бессознательное.  Тот факт, что сам Фрейд, разрабатывая свои идеи, не раз прибегал к анализу произведений искусства, только подтверждает этот факт. А  Эдип стал даже центральной фигурой в его теории.
Два бессознательных — эстетическое и психоаналитическое — сходны в своей основе. Они обращаются к мифам, к снам, к народным верованиям, таким образом они не разделают проявления духа на низкие и более высокие. Это было особенно важно для Фрейда, порвавшего с предшествующей научной традицией, которая не брала в рассмотрение те проявления душевной жизни, которые считались низкими, расценивая их как пренебрежимые данные. Искусство, по мнению Рансьера, является носителем эстетического бессознательно, которое способно быть посредником между позитивной наукой и народными верованиями и мифами. Эстетическое бессознательное обеспечивает возможность соединения мысли с немыслием, знанием с незнанием.
Поэтому  Фрейду искусство необходимо для выработки новой теории о человеческой психике, но вступив на эту территорию фрейдовское бессознательное вынуждено вступить в конфликт с эстетическим. Фрейд, скорее, требует от искусства и поэзии позитивно засвидетельствовать глубинную рациональность «фантазии». Поэтому психоаналитическое бессознательное нельзя считать прямым наследником эстетического. Фрейд, беря за исходный материал искусство, вступает в противоречие с тем бессознательным, которое оно содержит. Он снимает тождественность противоположностей, которую устанавливает эстетический режим. Фрейд рационализирует бессознательные процессы, дает им объяснение, восстанавливая понятные причинно-следственные связи.